# Амунет
В египетската митология Амунет (наричана още Амонет, Амаунет, Аментет, Аментит, Иментет, Именит и Амент) е приемана за женския еквивалент на Амон.
| i | mn · n | t |

| i | mn · n | t |

Според древноегипетския мит за сътворението на света от Хермополис, Амунет и Амон са божества на въздуха, на невидимостта („тези, които са скрити“) и са сред осемте божества, съставляващи т. нар. Огдоада.
Както и другите три женски божества в Огдоадата, Амунет е изобразявана като кобра, или като жена с глава на змия.